# Himantarium gabrielis
Espèce
Himantarium gabrielis est une espèce d'arthropodes myriapodes de la classe des chilopodes et de l'ordre des géophiles.

## Description
De couleur fauve clair, il peut mesurer jusqu'à 22 centimètres de long et possède 177 paires de pattes.

## Répartition et habitat
On en trouve souvent sur les côtes de la mer Méditerranée.